# Partidos políticos de Honduras
Los partidos políticos de Honduras son organizaciones fundamentales dentro del sistema democrático del país. Honduras cuenta con un sistema multipartidista, aunque históricamente ha estado dominado por dos grandes fuerzas políticas: el Partido Liberal y el Partido Nacional. A partir del siglo XXI, han surgido nuevas formaciones políticas que han desafiado este bipartidismo, destacando especialmente el Partido Libertad y Refundación (Libre).
El Consejo Nacional Electoral (CNE) es el organismo encargado de inscribir, regular y supervisar el funcionamiento de los partidos políticos.
La democracia en Honduras inicia desde su independencia (como Centroamérica en 1821), comenzando con la elección del primer gobernante democráticamente electo, Dionisio de Herrera, en el primer gobierno de la nación. A lo largo de su historia, Honduras ha contado con diversos partidos políticos desde su independencia en el siglo XIX.
En el siglo XX se mantuvo el bipartidismo; los dos partidos principales fueron: el Partido Liberal de Honduras y el Partido Nacional de Honduras. En 2011 surge el partido Partido Libertad y Refundación (Libre) como tercera fuerza política. Existen también otros partidos menores. 

## Partidos políticos de Honduras

### Con presencia parlamentaria
| Partido político | Partido político | Partido político             | Ideología              | Posición política               | Resultado obtenido en 2021 | Resultado obtenido en 2021 |
| Partido político | Partido político | Partido político             | Ideología              | Posición política               | Votos (%)                  | Diputados                  |
| ---------------- | ---------------- | ---------------------------- | ---------------------- | ------------------------------- | -------------------------- | -------------------------- |
|                  | LIBRE            | Libertad y Refundación       | Socialismo democrático | Izquierda a Extrema Izquierda   | 51.12%                     | 50/128                     |
|                  | PNH              | Partido Nacional de Honduras | Conservadurismo        | Derecha a Extrema derecha       | 36.93%                     | 44/128                     |
|                  | PLH              | Partido Liberal de Honduras  | Liberalismo            | Centroizquierda a centroderecha | 10.0%                      | 22/128                     |
|                  | DC               | Democracia Cristiana         | Democracia cristiana   | Centroderecha                   | 0.21%                      | 1/128                      |

### Extraparlamentarios
| Partido político | Partido político | Partido político                              | Ideología                      | Posición política | Resultado obtenido en 2021 | Resultado obtenido en 2021 |
| Partido político | Partido político | Partido político                              | Ideología                      | Posición política | Votos (%)                  | Diputados                  |
| ---------------- | ---------------- | --------------------------------------------- | ------------------------------ | ----------------- | -------------------------- | -------------------------- |
|                  | PINU-SD          | Partido Innovación y Unidad - Socialdemócrata | Socialdemocracia y Progresismo | Centroizquierda   | 0.17%*                     | 0/128                      |

*En alianza Unión Opositora de Honduras (UNOH)

### Históricos
| Partido político | Partido político        | Partido político                                                              | Ideología | Posición política             | Fundación | Disolución                           |
| ---------------- | ----------------------- | ----------------------------------------------------------------------------- | --- | ----------------------------- | --------- | ------------------------------------ |
|                  | PPLH                    | Partido Progresista Liberal de Honduras                                       | Liberalismo | Centroderecha                 | 1889      | ?                                    |
|                  | PNPH                    | Partido Nacional Progresista de Honduras                                      | Nacionalismo hondureño Conservadurismo Liberalismo                                                                   | Centroderecha a derecha       | 1891      | 1902                                 |
|                  | CUP                     | Partido Club Unión Patriótica                                                 | Liberalismo | Centro                        | 1902      | ?                                    |
|                  | PLC                     | Partido Liberal Constitucional                                                | Liberalismo Constitucionalismo                                                                                       | Derecha                       | 1923      | ?                                    |
|                  | FPH                     | Partido Frente Patriótico Hondureño                                           | Militarismo, Nacionalismo y Conservadurismo                                                                          | Derecha                       | ?         | ?                                    |
|                  | PASO                    | Partido Socialista de Honduras                                                | Socialismo | Izquierda                     | 1978      | 1983                                 |
|                  | PCH                     | Partido Comunista de Honduras                                                 | Antiautoritarismo Antiimperialismo Comunismo Maoismo Socialismo científico Patriotismo socialista                    | Izquierda a Extrema izquierda | 1928      | Ilegalizado en 1933 Disuelto en 1990 |
|                  | PCH-ML                  | Partido Comunista de Honduras Marxista-Leninista                              | Antiautoritarismo Antiimperialismo Comunismo Maoismo Marxismo-Leninismo Socialismo científico Patriotismo socialista | Izquierda a Extrema izquierda | 1967      | 1992                                 |
|                  | PUN                     | Partido Unión Nacional                                                        | ? | ?                             | 1954      | ?                                    |
|                  | UD                      | Partido Unificación Democrática                                               | Socialismo liberal Socialismo democrático                                                                            | Centroizquierda               | 1992      | 2025                                 |
|                  | EL FRENTE (antes FAPER) | Partido Frente Amplio (antes Frente Amplio Político Electoral en Resistencia) | Comunalismo Democracia participativa Socialismo libertario                                                           | Izquierda                     | 2012      | 2025                                 |
|                  | PAC                     | Partido Anticorrupción                                                        | Anticorrupción Populismo Liberalismo                                                                                 | Centroderecha                 | 2012      | 2025                                 |
|                  | LA ALIANZA              | Partido Alianza Patriótica Hondureña                                          | Neoliberalismo Nacionalismo Anticomunismo Militarismo Nacionalconservadurismo                                        | Centroderecha                 | 2012      | 2025                                 |
|                  | VAMOS                   | Partido de Centro Social Cristiano Va; Movimiento Solidario                   | Socialcristianismo Democracia cristiana Conservadurismo                                                              | Centroderecha                 | 2016      | 2025                                 |
|                  | T.S.H                   | Partido Todos Somos Honduras                                                  | Centrismo Liberalismo                                                                                                | Centro a centroderecha        | 2018      | 2025                                 |
|                  | PNRH                    | Partido Nueva Ruta de Honduras                                                | Humanismo Cristiano Democracia cristiana Conservadurismo                                                             | Centro a centroderecha        | 2018      | 2025                                 |
|                  | PSH                     | Partido Salvador de Honduras                                                  | Liberalismo económico Pluralismo ideológico Populismo de derecha Democracia participativa Personalismo Anticomunismo | Centroderecha                 | 2018      | 2025                                 |
|                  | LIDEHR                  | Partido Liberación Democrática de Honduras                                    | Liberalismo económico Conservadurismo                                                                                | Derecha                       | 2020      | 2025                                 |
|                  | PANAH                   | Partido Naranja de Honduras                                                   | Economía Naranja y Conservadurismo                                                                                   | Derecha                       | 2024      | 2025                                 |
|                  | ORDEN                   | Partido Organización de la Reserva Democrática de la Nación                   | Militarismo, Nacionalismo y Conservadurismo                                                                          | Derecha                       | 2024      | 2025                                 |

## Primera elección democrática
Luego de su independencia de España, Honduras convocó a una asamblea constituyente el 29 de agosto de 1824, en la cual se eligió democráticamente a Dionisio de Herrera como primer gobernador. Durante su gobierno se redacta y publica la primera constitución de Honduras, la Constitución de Honduras de 1825, en ella se establece el poder judicial de la siguiente forma:
ARTÍCULO 39: El Poder Ejecutivo reside en un Jefe nombrado por todos los pueblos que componen el Estado, como lo determine la ley.
ARTÍCULO 40: Al tiempo de esta elección se nombrará otro en los mismos términos que le subrogue, o supla en ausencia, enfermedad, muerte o suspensión.
ARTÍCULO 41: El Jefe Supremo del Estado y Vicejefe lo serán únicamente por cuatro años y sólo podrán ser reelectos una vez.

### Posteriores elecciones y partidos en elsigloXIX
- En 1872 se forma la Liga Liberal de Honduras, que posteriormente pasa a ser el Partido Liberal de Honduras.

- Partido Progresista Liberal de Honduras (1889).

- El 5 de febrero de 1891 se funda el Partido Liberal de Honduras.
- El 8 de febrero de 1891 se funda el Partido Progresista de Honduras
- En 1902 surge el Partido La Democracia, base del hoy Partido Nacional de Honduras.
- El 27 de febrero de 1902 se funda el Partido Nacional de Honduras, uno de los dos partidos políticos más grandes en Honduras.
- Partido Club Unión Patriótica (1902).
- Partido Liberal Constitucional (1923).
- Frente Patriótico Hondureño (FPH).
- Partido Socialista de Honduras (PASO).
- El 1 de mayo de 1922 nace el Partido Comunista de Honduras.
- Partido Comunista de Honduras Marxista-Leninista (PCH-ML).
- Partido Unión Nacional (1954).
- En 1968 se funda el Partido Demócrata Cristiano.
- En 1974 se funda el Partido Innovación y Unidad.
- El partido político Unificación Democrática es fundado en 1992.

## SigloXXI
En el siglo XXI surgen nuevos partidos políticos y se fusionan otros partidos políticos.
- En 2011 se fundó el Partido Frente Amplio, con el nombre Frente Amplio Político Electoral en Resistencia (FAPER), perdió el registro en las Elecciones de 2013, le fue devuelto el registro por orden de la Corte Suprema. En las Eleeciones de 2021 Volvió a perderlo.

- El 15 de marzo de 2011 se funda el Partido Libertad y Refundación, el cual pasa a romper el bipartidismo en Honduras y a ser el segundo partido político del país. Este último obtiene, en las elecciones generales de Honduras de 2013, el 27.8 % de los votos en las elecciones presidenciales, contando con el 22 % de los diputados en el congreso y 6 de los 22 diputados en el Parlamento Centroamericano.

- El 17 de marzo de 2011 Salvador Nasralla funda el Partido Anticorrupción , el cual obtiene en las elecciones generales de Honduras de 2013, el 13 % de los votos, 3 diputados en el congreso nacional y 1 diputado en el parlamento.

- El 2011 se funda el Partido Alianza Patriótica Hondureña. perdió el registro en las Elecciones de 2013, le fue devuelto el registro por orden de la Corte Suprema.

- En 2016 se creó el Partido de Centro Social Cristiano Va; Movimiento Solidario. Perdiendo su registro y personería jurídica en las elecciones de 2021

- Bernardo Medina Yllescas fundó el partido Todos Somos Honduras el 10 de noviembre de 2018.

- En 2019 Esdras Amado López creó el Partido Partido Nueva Ruta, el cual perdió su registro en 2021

- En 2019 se creó el Partido Salvador de Honduras. Nuevo instituto político fundado por Salvador Nasralla

- El partido Liberación Democrática de Honduras fue fundado en 2020 por Lempira Cuauhtémoc Viana, perdiendo el registro en 2021.

- En septiembre de 2024 fueron registrados ante en CNE los partidos Naranja de Honduras (PANAH) y Organización Democrática de la Nación (ORDEN).

### Elecciones generales de Honduras de 2013
La siguiente tabla muestra el resultado de las elecciones presidenciales llevadas a cabo en Honduras el 24 de noviembre de 2013: 
|  | 36.89 % |

|  | 28.77 % |

|  | 20.30 % |

|  | 13.43 % |

|  | 0.20 % |

|  | 0.17 % |

|  | 0.14 % |

|  | 0.10 % |

|  | 1.58 % |

|  | 3.30 % |

|  | 100.00 % |

### Elecciones generales de Honduras de 2017
La siguiente tabla muestra el resultado de las elecciones presidenciales llevadas a cabo en Honduras el 26 de noviembre de 2017:
|  | 42.95 % |

|  | 41.42 % |

|  | 14.74 % |

|  | 0.18 % |

|  | 0.20 % |

|  | 0.14 % |

|  | 0.14 % |

|  | 0.10 % |

|  | 0.09 % |

|  | 1.63 % |

|  | 3.88 % |

|  | 100.00 % |

### Elecciones generales de Honduras de 2021
La siguiente tabla presenta los resultados de las elecciones presidenciales más recientes en Honduras, celebradas el 28 de noviembre de 2021. Participaron 12 partidos políticos, 2 candidatos independientes y 1 alianza electoral.  El Frente, Vamos, UD, NR y LIDEHR perdieron su registro al no cumplir con el mínimo requerido por el CNE, que es al menos el 2 % de la votación presidencial o la obtención de al menos un alcalde o diputado.
|  | 51.12 % |

|  | 36.93 % |

|  | 10.00 % |

|  | 0.26 % |

|  | 0.21 % |

|  | 0.20 % |

|  | 0.18 % |

|  | 0.18 % |

|  | 0.17 % |

|  | 0.16 % |

|  | 0.15 % |

|  | 0.12 % |

|  | 0.11 % |

|  | 0.10 % |

|  | 0.10 % |

|  | 2.23 % |

|  | 3.98 % |

|  | 100.00 % |

### Elecciones generales de Honduras de 2025
La siguiente tabla muestra los partidos que participarán en las Elecciones generales de Honduras de 2025, cinco de los que participaron en las elecciones anteriores perdieron el registro al no cumplir los requisitos de la ley electoral, y solo 2 partidos que no participaron en elecciones internas cumplieron los requisitos para la inscripción de sus planillas, por lo que quedaron fuera del proceso electoral, entre ellos los dos nuevos partidos de reciente creación.  
|  | 0 % |

|  | 0 % |

|  | 0 % |

|  | 0 % |

|  | 0 % |

|  | 0 % |

|  | 0 % |

|  | 100.00 % |